# Rotterdam Open 2006
Il Rotterdam Open 2006, conosciuto anche con il nome di ABN AMRO World Tennis Tournament 2006 per ragioni di sponsorizzazione, è stato un torneo di tennis giocato sul cemento indoor. È stata la 33ª edizione del Rotterdam Open, facente parte della categoria International Series Gold nell'ambito dell'ATP Tour 2006. Si è giocato all'Ahoy Rotterdam indoor sporting arena di Rotterdam in Olanda Meridionale, dal 20 al 26 febbraio, 2006.

## Campioni

### Singolare
Radek Štěpánek ha battuto in finale  Christophe Rochus con il punteggio di 6–0, 6–3

### Doppio
Paul Hanley /  Kevin Ullyett hanno battuto in finale  Jonathan Erlich /  Andy Ram con il punteggio di 7–6(4), 7–6(2)